# Gymnoscelis contrastata
Gymnoscelis contrastata är en fjärilsart som beskrevs av Barend J. Lempke 1951. Gymnoscelis contrastata ingår i släktet Gymnoscelis och familjen mätare. Inga underarter finns listade i Catalogue of Life.